# 徐震 (武术家)
徐震（1898年1月—1967年10月），字哲东，男，江苏常州人，中国武术史家、武术理论家。

## 生平
5岁入私塾，14岁進入冠英高等小学，次年去上海读中学。19岁进东吴大学。徐震得南京图书馆馆长柳诒徵和国学大师章太炎赏识，为章的入室弟子。
他擅長国学，愛好武术，有志於考證武術史的研究工作。約於1929年出版了《國技論略》，和唐豪同为近代知名的武学研究专家。在武術方面，徐震師承郝為真之子郝月如，屬武式太極一系，對於太極拳歷史之研究著墨極深，堪稱太極拳史研究奠基者。其著作《太極拳發微》，大約於1935年前後出版。

## 作品
- 徐震佚文集：内容包括：图论武术的性质、太极拳简说、太极拳渊源简述、洪门传说索隐、少林宗法图说考证、正德学社述略、太极拳大师永年郝公之碑、吊拳师郝君文、故室吴夫人哀辞，太极拳五咏、常州羊牧之辑录的徐震诗。
- 其它作品：
  - 太极拳原理与练法 定式太极极拳 简式太极拳 意气功
  - 太极拳谱笺 太极拳发微 太极拳新论
  - 苌氏武技论
  - 苌乃周武术学
  - 徐震丛书--太极拳考信录
  - 徐震丛书--苌氏武技书
  - 徐震丛书--太极拳谱理董辨伪合编